# Terméselemek
Terméselemek  ásványosztály tartalmazza a fellelhető ásványok közül a természetben önállóan megjelenő elemek ásványait, melyek különböző kőzetekben fordulhatnak elő és megtalálhatóak meteoritokban is. A nemesfémek legfontosabb megjelenési formája, legtöbbször kis koncentrációban üledékekben találhatóak, de ismeretesek magmatikus képződésben is.
Az ismertetett csoportosítás az ELTE rendszere, melyet az Európában alkalmazott Strunz rendszer Weiss és Hölze által módosított besorolásának Sztrókay Kálmán által a hazai felsőoktatásban alkalmazott változata. A szakirodalomban ettől eltérő rendszerezések is találhatók.
A terméselemek ásványosztály teljes elnevezése: Elemek, ötvözetek, karbidok, foszfidok, szilicidek.
, ami a Strunz osztályozás [I.] jelölést kapta. A még használatos elnevezés (…), míg ahol az egyértelműen beazonosítható a Strunz besorolást […] jelzi.
Egy kémiai elem, például a bizmut megtalálható a földkéregben elemi állapotban (termésbizmut) és vegyületeiben (pl. bizmut-szulfid, ásványtani nevén bizmutin) egyaránt. A "terméselem" elnevezés tehát első hallásra megtévesztő lehet, mert nincs olyan kémiai elem, amelyik csak tiszta, elemi állapotban fordul elő a földön, ugyanakkor kb. 30 olyan elem létezik, amelyik elemi állapotban is előfordul a földkéregben. A leggyakoribb terméselemek: szén, kén, arany, platinacsoport elemei, réz, bizmut.

## Szerkezet
A terméselemek kristályszerkezetére a fémes és atomos kötésmód jellemző. Rácstípus szerint csak az atomszerkezetileg egyező és méretben sem nagyon eltérő elemek, főleg a nemesfémek és félfémek mutatnak szorosabb rokonságot. Mivel a terméselemek osztályában az atomok mérete közel áll egymáshoz, az izomorf helyettesítés általános jelenség (főleg a nemesfémcsoportban), de az ötvözetek kialakulása sem ritka. 
A terméselemek osztálya két alosztályra tagolódik: fémek, illetve a félfémek és nemfémes elemek alosztályra. A fémes elemek egységesebb szerkezetűek, fémes kötés, az ebből következő fizikai tulajdonságok, valamint a legtömöttebb illeszkedés jellemző rájuk. A félfémek hasonlóan egységes, bár külön típust képviselnek, míg a nemfémes csoportot egymástól eltérő szerkezetű tagok jellemzik.

## Fémek alosztály (fémek és intermetallikus ötvözetek), jelölése: I.A.

### Aranycsoport. Jelölése: I.A.a.

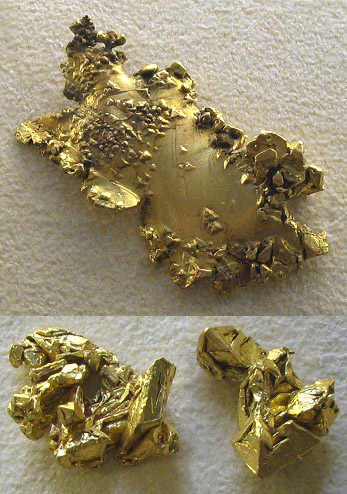
Termésarany

Ebbe a csoportba az arany, a réz, az ólom és az ezüst tartozik, illetve ezek változó arányú elegyei. 
- aurikuprid (Au3Cu6)
- elektrum (Au,Ag)
- hunchunit ((Au,Ag)2Pb)
- maldonit (Au2Bi)
- porpezit (Au,Pd,Ag)
- rhodit (Au,Rh)
- termésarany (Au)
- termésezüst (Ag)
- termésólom (Pb)
- termésréz (Cu)

### Platinacsoport, jelölése: I.A.b.
Két alcsoport: Ru, Rh, Pd és Os, Ir, Pt
- allopalládium (Pd)
- irídium (Ir)
- auriozmirid (Ir,Os,[Au])
- ozmiridium (Ir,Os)
- ozmit (Os,Ir)
- ozmium (Os)
- palládium (Pd)
- palládiumplatina (Pd,Pt)
- platina (Pt)
- polixén (Pt,Fe)
- ródium (Rh)
- ruténium (Ru)

### Vascsoport, jelölése: I.A.c.
- awaruit (Ni3Fe)
- cohenit (Fe3C)
- osbornit (TiN)
- rhabdit ((Fe,Ni,Co)3P)
- schreibersit ((Fe,Ni,Co)3P)
- souesit (Ni3Fe)
- α-vas (Fe)
- β-vas (Fe)
- γ-vas (Fe)
- δ-vas (Fe)

### Higany- és amalgámcsoport, jelölése: I.A.d.
- aranyamalgám (Au2Hg3)
- kongsbergit (α-(Ag,Hg))
- landsbergit (γ-(Ag,Hg)
- potarit (PdHg)
- terméshigany (Hg)

## Félfémek és nemfémes elemek alosztálya, jelölése: I.B.

### Arzén-, antimon-, bizmutcsoport, jelölése: I.B.a.
- arzenolamprit (As)
- stibarzén (AsSb)
- termésantimon (Sb)
- termésarzén (As)
- termésbizmut (Bi)

### Tellúr-, szelén-, kéncsoport, jelölése: I.B.b.
- α-kén (S)
- β-kén (S)
- γ-kén (S)
- γ-szelén (Se)
- terméstellúr (Te)

### Gyémánt- és grafitcsoport, jelölése: I.B.c.
- gyémánt
- grafit